# Castello degli Schiavi

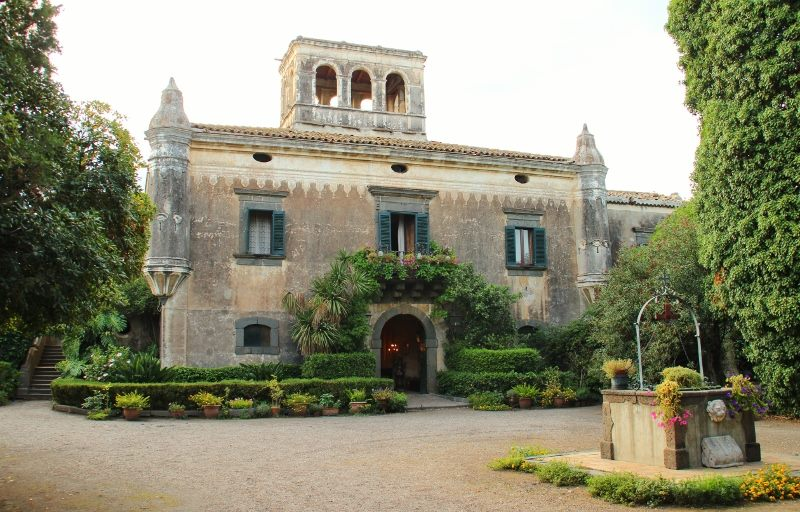
Castello degli Schiavi

Das Schloss der Sklaven (Castello degli schiavi auf Italienisch) reicht bis in die Barockzeit zurück. Das Schloss (ein Palast) befindet sich an der Via Marina, die die Altstadt von Fiumefreddo di Sicilia mit Marina di Cottone verbindet und die im Altertum als „Via Mulinelli“ bekannt war.
Heutzutage wird das Schloss als Veranstaltungsstätte genutzt oder um Hochzeiten zu feiern. Weltberühmt wurde es, als Francis Ford Coppola es als Filmset für die wichtigsten Szenen der zwei ersten Episoden von „Il padrino“ („Der Pate“) wählte.

## Geschichte
Das Schloss der Sklaven, das im lokalen Dialekt „Casteddu degli schiavi“ genannt wird, wurde nach einer alten Legende des 18. Jahrhunderts benannt. Es wird gesagt, dass ein Arzt aus Palermo – Gaetano Palmieri – vor etwa zwei Jahrhunderten den Sohn des Königs von Palagonia von einer tödlichen Krankheit heilte. Da er ihm dankbar war, gab der König dem Arzt ein Grundstück seines Lehens, das in der Nähe des Flusses Fiumefreddo lag. Deshalb beschloss der Arzt eine Burg errichten zu lassen, um sich dort niederzulassen. Seine Frau Rosalia freute sich darüber, weil sie die Geliebte von Nello Corvaglia aus Taormina war. In der Folgezeit landeten die Piraten entlang der Künste und plünderten das Schloss. Herr Corvaja, der aus der Stadt Taormina die Landung beobachtet hatte, verhinderte, dass Herr und Frau Palmieri von den Piraten gefangen wurden, und vertrieb sie. Um Gott zu danken, wurde neben dem Schloss eine Kirche aufgebaut, die der Madonna von Sacra Lettera gewidmet ist. Es wurde auch eine Loggia gebaut und zwei Statuen von zwei Piraten errichtet. Es scheint, als ob sie auf das Meer blicken und darauf warten, von ihren Kameraden befreit zu werden. Aus diesem Grund wurde das Schloss „Das Schloss von Sklaven“ genannt.
Koordinaten: 37° 47′ 29,8″ N, 15° 13′ 24,6″ O